# Манве
Манве Сулимо је Аину из Џ. Р. Р. Толкиновог легендаријума.
Манве се прво помиње у "Силмарилиону". Он је краљ Валара, супруг Варде Елентари, брат мрачног господара Мелкора и господар Арде. Манве живи на врху планине Таниквентил, највише планине на свету, у дворанама Илмарина. Он је господар ваздуха, ветрова и облака Арде. Он је био најврлији и најпоштованији, мада не и најмоћнији, међу Аратарима и Аинурима.
Манве се може упоредити са Зевсом, врховним богом грчке митологије, који је владао са планине Олимп, која је, као и Таниквентил, била највећа планина његовог света.

## Биографија
Манве је, заједно са Мелкором, био највећи од свих Аинура и био је онај који је најбоље разумевао вољу Еруа. Када је Мелкор почео правити несагласје у Музици Аинура, Манве је преузео вођство над песмом. Када је Арда формирана, Манве је задужен за господара Арде, одакле потиче и његова најуобичајенија титула - стари краљ. Манве је био смеран, разумевајући владар, неоптерећен сопственом моћу. Али он није познавао нити разумевао зло. Он је ослободио Мелкора из Мандоса, дозволивши му тако да изведе кварење Феанора, тровање Два Дрвета, убиство Финвеа, крађу Силмарила, те побуну Нолдора. Како би ободрио срца Елдара, дао је да Ауле направи две посуде које ће носити Сунце и Месец, јер је знао да ће се у том добу пробудити и Атани. Након Морготовог коначног пада у Рату Бесних, Манве га је прогнао кроз Врата ноћи у ништавило. У Последњој бици, када Моргот и Саурон побегну, речено је да ће се стари краљ и два мрачна господара борити на пољима Валинора, али да се неће убити међусобно, јер је проречено да ће Моргота убити Турин Турамбар.
Манве има плаве очи и шета се у дугим плавим хаљама. Носи моћни штап украшен сафиром, који су му направили Нолдори. Ванјари су му омиљени вилењаци, и они живе са њим и са Вардом на Таниквентилу.
Манве значи „благословени“, према корену речи која значи „неокаљан“. Сулимо значи „господар ветрова“.